# Cora Barreira
 Cora Barreira Carvalho (Brasília, 12 de julho de 1966) é uma ex-voleibolista indoor brasileira que atuou como Levantadora em clubes nacionais e internacionais, e nas categorias de base da Seleção Brasileira, ocasião que foi semifinalista no Campeonato Mundial Juvenil de 1985 na Itália.

## Carreira
Cora representou a Seleção Brasileira na categoria juvenil quando disputou o Campeonato Mundial em Milão-Itália e junto com a equipe brasileira foi semifinalista na competição,mas encerrou na quarta colocação.
Foi atleta do Pirelli na conquista do vice-campeonato paulista em 1988 e atuou no voleibol italiano na temporada 1993-94, quando defendeu o Ecoclear Sumirago e na fase de classificação encerrou na quinta posição na Liga A1 Italiana, sendo sua equipe eliminada nas quartas de final e por esta disputou a Copa A1 Italiana quando avançou as oitavas de final.

## Títulos e resultados
- Campeonato Mundial Juvenil:1985[1]
- Campeonato Paulista:1988

## Premiações individuais
[carece de fontes?]

## Ligações Externas
- Perfil Cora Barreira Carvalho (it)